# Mary Ann Shaffer
Mary Ann Shaffer fue una escritora estadounidense nacida en Martinsburg, Virginia Occidental, en 1934 y fallecida en 2008.
Compaginó su amor por la literatura con su oficio de bibliotecaria, dependiente de librerías y editora. Un viaje a la isla de Guernsey, en el Canal de la Mancha, en 1976 la obligó a esperar en un aeropuerto durante horas por causa de la niebla, lo que la permitió leer Jersey Under the Jackboot, un libro de Reginald Maughan sobre la ocupación alemana durante la Segunda Guerra Mundial. Esto le sirvió de inspiración para una novela, La sociedad literaria y el pastel de piel de patata de Guernsey, acabado por su sobrina Annie. Mary Ann Shafffer falleció a causa de una enfermedad sin ver publicado este libro.